# Сплави-Другі
Сплави-Другі (пол. Spławy Drugie) — село в Польщі, у гміні Красник Красницького повіту Люблінського воєводства.
Населення — 223 особи (2011).

## Демографія
Демографічна структура станом на 31 березня 2011 року:
|          | Загалом | Допрацездатний вік | Працездатний вік | Постпрацездатний вік |
| -------- | ------- | ------------------ | ---------------- | -------------------- |
| Чоловіки | 114     | 32                 | 70               | 12                   |
| Жінки    | 109     | 20                 | 68               | 21                   |
| Разом    | 223     | 52                 | 138              | 33                   |